# Université de commerce d'Istanbul
L'université de commerce d'Istanbul (en turc : İstanbul Ticaret Üniversitesi) est une université privée, située à Istanbul en Turquie. Elle fut fondée en 1992 par la chambre de commerce d'Istanbul. 

## Facultés
L'université est composée de cinq facultés : 
- Faculté de Droit
- Faculté des Lettres et des Sciences
- Faculté de Commerce
- Faculté de Communication
- Faculté d'Ingénierie et d'Architecture